# Первый министр Северной Ирландии
Первый министр и замещающий первый министр (англ. First Minister and the deputy First Minister, ирл. Céad-Aire agus an leas-Chéad-Aire, скотс Heid Männystèr an tha Heid Männystèr depute) — совместные главы кабинета министров Северной Ирландии — правительства в Северной Ирландии.
Должность учреждена после восстановления автономии Северной Ирландии в 1998 году. Ранее, до 1972 года, существовала должность премьер-министра Северной Ирландии. В отличие от последнего, который обычно был главой крупнейшей в парламенте партии, первый министр и замещающий первый министр имеют одинаковые полномочия и должны получить утверждение как юнионистских депутатов Ассамблеи, так и националистов.
Сначала первые министры избирались группами депутатов-юнионистов и националистов соответственно, после чего должны были получить одобрение всей Ассамблеи, причём лидер большей депутатской группы становился первым министром. С 2006 года первыми министрами становятся лидеры партий, имеющих крупнейшую фракцию в каждой из групп. После этого Исполнительная власть формируется из представителей партий первых министров, а также из других пожелавших войди туда партий.
В период приостановления автономии и деятельности Ассамблеи обязанности первого министра и Исполнительной власти Северной Ирландии осуществляет Государственный секретарь по Северной Ирландии в правительстве Великобритании.

## Список первых министров и замещающих первых министров Северной Ирландии

### Первые министры
| Имя                                    | Партия                              | Вступил в должность | Покинул должность |
| -------------------------------------- | ----------------------------------- | ------------------- | ----------------- |
| Дэвид Тримбл                           | Ольстерская юнионистская партия     | 2 декабря 1999      | 11 февраля 2000   |
| Автономия приостановлена               |                                     |                     |                   |
| Дэвид Тримбл                           | Ольстерская юнионистская партия     | 30 мая 2000         | 30 июня 2001      |
| Рег Эмпи (исполняющий обязанности)     | Ольстерская юнионистская партия     | 1 июля 2001         | 6 ноября 2001     |
| Дэвид Тримбл                           | Ольстерская юнионистская партия     | 6 ноября 2001       | 14 октября 2002   |
| Автономия приостановлена               |                                     |                     |                   |
| Иан Пейсли                             | Демократическая юнионистская партия | 8 мая 2007          | 5 июня 2008       |
| Питер Робинсон                         | Демократическая юнионистская партия | 5 июня 2008         | 11 января 2010    |
| Арлин Фостер (исполняющая обязанности) | Демократическая юнионистская партия | 11 января 2010      | 3 февраля 2010    |
| Питер Робинсон                         | Демократическая юнионистская партия | 3 февраля 2010      | 10 сентября 2015  |
| Арлин Фостер (исполняющая обязанности) | Демократическая юнионистская партия | 10 сентября 2015    | 20 октября 2015   |
| Питер Робинсон                         | Демократическая юнионистская партия | 20 октября 2015     | 11 января 2016    |
| Арлин Фостер                           | Демократическая юнионистская партия | 11 января 2016      | 9 января 2017     |
| Должность вакантна                     |                                     |                     |                   |
| Арлин Фостер                           | Демократическая юнионистская партия | 11 января 2020      | 14 июня 2021      |
| Пол Гиван                              | Демократическая юнионистская партия | 17 июня 2021        | 4 февраля 2022    |
| Должность вакантна                     |                                     |                     |                   |
| Мишель О’Нил                           | Шинн Фейн                           | 3 февраля 2024      |                   |

### Замещающие первые министры
| Имя                                   | Партия                                        | Вступил в должность | Оставил должность |
| ------------------------------------- | --------------------------------------------- | ------------------- | ----------------- |
| Шеймус Маллон                         | Социал-демократическая и лейбористская партия | 2 декабря 1999      | 11 февраля 2000   |
| Автономия приостановлена              |                                               |                     |                   |
| Шеймус Маллон                         | Социал-демократическая и лейбористская партия | 30 мая 2000         | 6 ноября 2001     |
| Марк Дуркан                           | Социал-демократическая и лейбористская партия | 6 ноября 2001       | 14 октября 2002   |
| Автономия приостановлена              |                                               |                     |                   |
| Мартин Макгиннесс                     | Шин Фейн                                      | 8 мая 2007          | 20 сентября 2011  |
| Джон О’Доуд (исполняющий обязанности) | Шин Фейн                                      | 20 сентября 2011    | 31 октября 2011   |
| Мартин Макгиннесс                     | Шин Фейн                                      | 31 октября 2011     | 9 января 2017     |
| Должность вакантна                    |                                               |                     |                   |
| Мишель О’Нил                          | Шин Фейн                                      | 11 января 2020      | 4 февраля 2022    |
| Должность вакантна                    |                                               |                     |                   |
| Эмма Литтл-Пенгелли                   | Демократическая юнионистская партия           | 3 февраля 2024      |                   |